# グセイン・ラフマノフ
グセイン（ウセイン / ヒュセイン）・パシャ・オグルィ・ラフマノフ（ロシア語: Гусейн Паша оглы Рахманов、現代アゼルバイジャン語: Hüseyn Əlipaşa oğlu Rəhmanov、1902年12月1日 - 1938年4月21日）は、ソビエト連邦で活動したアゼルバイジャン人の政治家。

## 生涯

### 青年期
1902年12月1日、ロシア帝国バクー県バクーで漁師の子として生まれた。1918年まで学費を稼ぎながら民族学校で中等教育を受け、1919年からアゼルバイジャン民主共和国外務省でクーリエとして働いた。1920年には議会と食料委員会で数か月働いた後、翌1921年まで赤軍アゼルバイジャン士官学校で学んだ。

### コムソモールでの活動
同年からはバクーでアゼルバイジャン・コムソモール地区委員会組織部部長、バラハヌィ＝サブンチ地区委責任書記、中央委煽動・宣伝部副部長を1923年まで歴任。1923年からボリシェヴィキ党員となった。同年から1925年まで中央委第一書記を務め、農村部の青少年の識字率向上・政治的・文化的発展に携わった。1925年から1928年までは全連邦コムソモール・ザカフカース地方委第一書記を務め、地域の農業集団化と国際主義の発展を推し進めた。1928年5月17日には全連邦コムソモール中央委 (ru) ビューロー員および書記に選出され、翌1929年には第二書記に選出された。12月7日まで書記を務め、コムソモールの出版・編集分野で活動した。

### 党中央での活動
同年12月24日から翌1930年5月31日までアゼルバイジャン共産党中央委書記を、6月4日から11月28日まで第三書記を務め、反宗教宣伝にも関わった。1930年から1931年まではカザフスタン地方労組同盟および全連邦労組中央会議組織部副部長を務め、1931年から1933年までは赤色教授学院でも学んでいる。1933年4月にバクーへ戻り、9月19日から12月10日までアゼルバイジャン共産党中央委第二書記を務めた。12月12日から1937年10月5日までアゼルバイジャン社会主義ソビエト共和国人民委員会議議長を務め、任期中は農業の集団化・機械化や石油産業の振興、アゼルバイジャン共和国憲法改定などに関わった。その他、アゼルバイジャン共和国、ザカフカース社会主義連邦ソビエト共和国およびソビエト連邦の中央執行委メンバーも務め、1935年3月には農業分野での貢献を賞してレーニン勲章を授与されている。

### 粛清
しかし、1937年10月1日にはモスクワ（あるいはバクー）で逮捕され、ルビャンカでの拷問の末に罪を自白。連邦最高裁軍事参議会によって死刑を宣告され、翌1938年4月21日に「人民の敵」として銃殺された。兄弟のガサン（ru, カスピ海運 (ru) 副社長、ナヒチェヴァン州委第一書記にして作家チンギズ (ru) と医学者アザの父）とアリ・アガ（軽工業人民委員）も獄死し、両親も逮捕され、妻も10年間セミパラチンスクへと追放された。その後、ラフマノフは1955年12月に名誉回復がなされた。